# 대런 캠벨
대런 앤드루 캠벨(Darren Andrew Campbell, MBE, 1973년 9월 12일 ~ )은 영국의 전 단거리 육상 선수로, 400m 릴레이에서 37.73초로 유럽 기록을 보유하고 있다.

## 경력
맨체스터에서 태어난 캠벨은 장래성 있는 주니어 육상 선수였으며, 세계와 유럽 주니어 선수권에서 몇몇의 메달을 획득하였다. 2년 동안 육상을 떠나 축구를 하다가 1995년 육상에 복귀, 곧 첫 올림픽 데뷔를 하였다. 영국 400m 릴레이 팀의 하나로 출전하기 시작하여 1997년부터 2000년 사이에 2개의 세계 육상 선수권 대회 메달과 1998년 코먼웰스 게임 금메달을 획득하고 그 종목에서 유럽 기록을 세웠다.
개인적 종목들에서도 성공이 나타났으며, 1998년 유럽 선수권 100m 챔피언이 되었고, 2000년 시드니 올림픽에서 200m 은메달을 땄다. 100m에서 2002년 유럽 선수권 2위와 2003년 세계 육상 선수권 대회 3위를 하였다.
캠벨은 가장 성공적인 영국의 릴레이 팀을 형성하였으며, 그들은 1999년과 2000년 유러피언컵, 2002년 코먼웰스 게임에서 우승하고 2004년 아테네 올림픽에서 1912년 이래 처음으로 금메달을 획득하였다. 2002년 유럽 선수권 금메달과 2003년 세계 선수권 은메달을 획득하였으나, 도핑 테스트에서 실증되어 동료 드웨인 챔버스(Dwain Chambers)에게 그 메달들을 물려주었다.
2006년 유럽 선수권 대회에서 릴레이 금메달을 마지막으로 곧 육상에서 은퇴하였다. 그의 개인 최고 기록 10.04초(100m)와 20.13초(200m)는 가장 빠른 영국의 단거리 육상 선수들 톱6에 놓여졌다.
현재 그는 여러 프리미어리그 축구 클럽들과 일하면서 선수들의 전력 달리기 능력을 향상시키는 업무를 맡고 있다. 또한 청소년 스포츠 수탁자를 대표하여 어린이들 사이에 스포츠 흥행을 위하여 정규적으로 학교들을 방문하고 있으며, 최근에 폰즈 퍼지 국제 스포츠 센터에서 열린 셰필드 핼럼 대학교의 스포츠 무도회에서 VIP 손님으로 나오기도 하였다.

## 서훈
- 2005년 대영 제국 훈장 5등급(MBE) 수훈[1]